# 420 (slang)

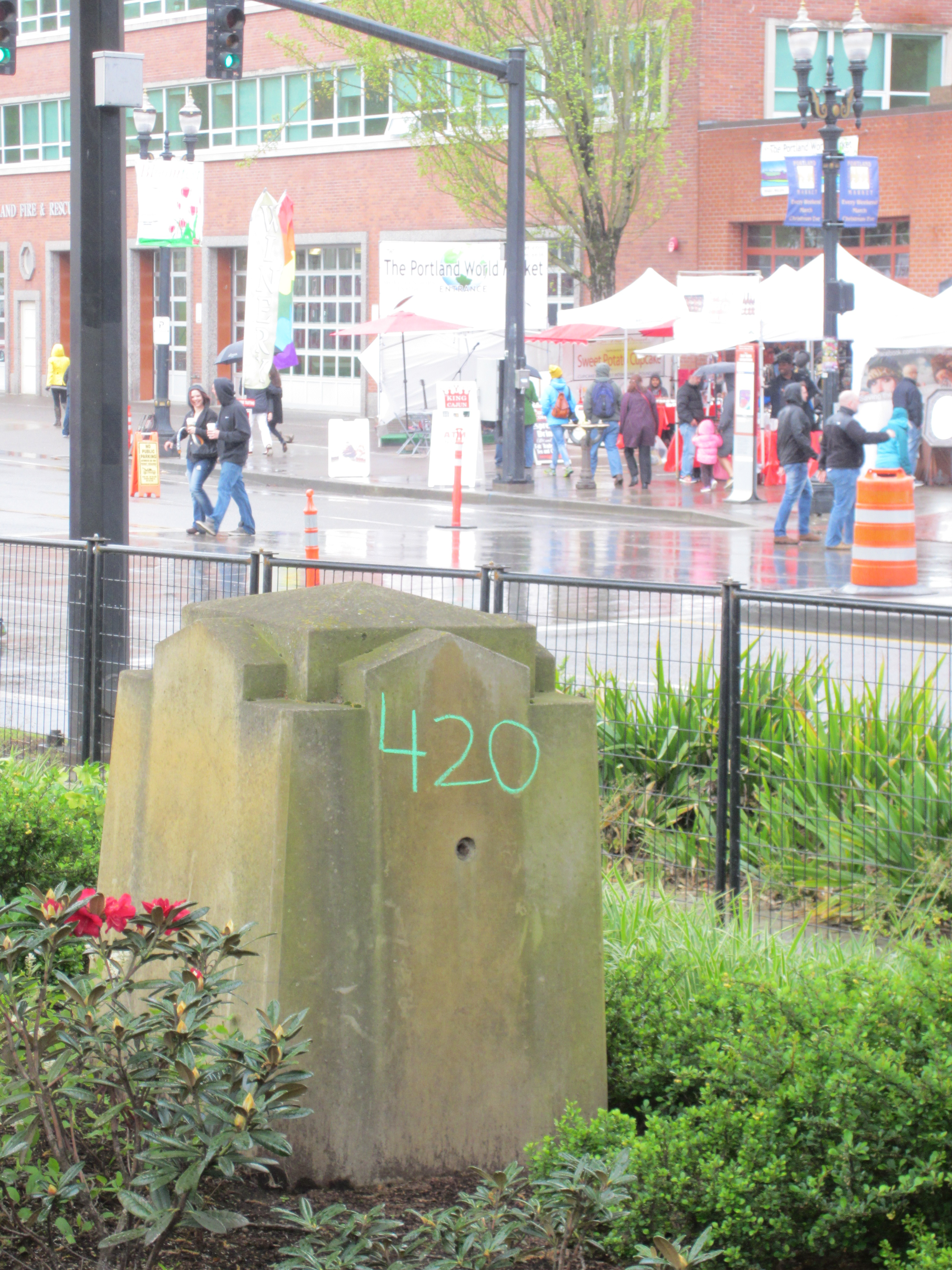
Symbol 420 naniesiony na obiekt małej architektury na terenie targowiska w Portland (2014)

420 – symbol slangowy w kulturze związanej z konopiami pierwotnie zapisywany jako 4:20, oznaczający czas na konsumpcję marihuany. W tradycji kultur konopnych w USA przetrwał także jako data, zapisywana w formie amerykańskiej 4/20. Historia powstania tego symbolu i nadania liczbie 420 jej podziemnego charakteru nie jest jasna, choć część źródeł wskazuje na historię grupy nastolatków z hrabstwa Marin, która spotykała się o 16:20 (czyli najprawdopodobniej po zakończeniu zajęć) przy pomniku Louisa Pasteura.

## Historia

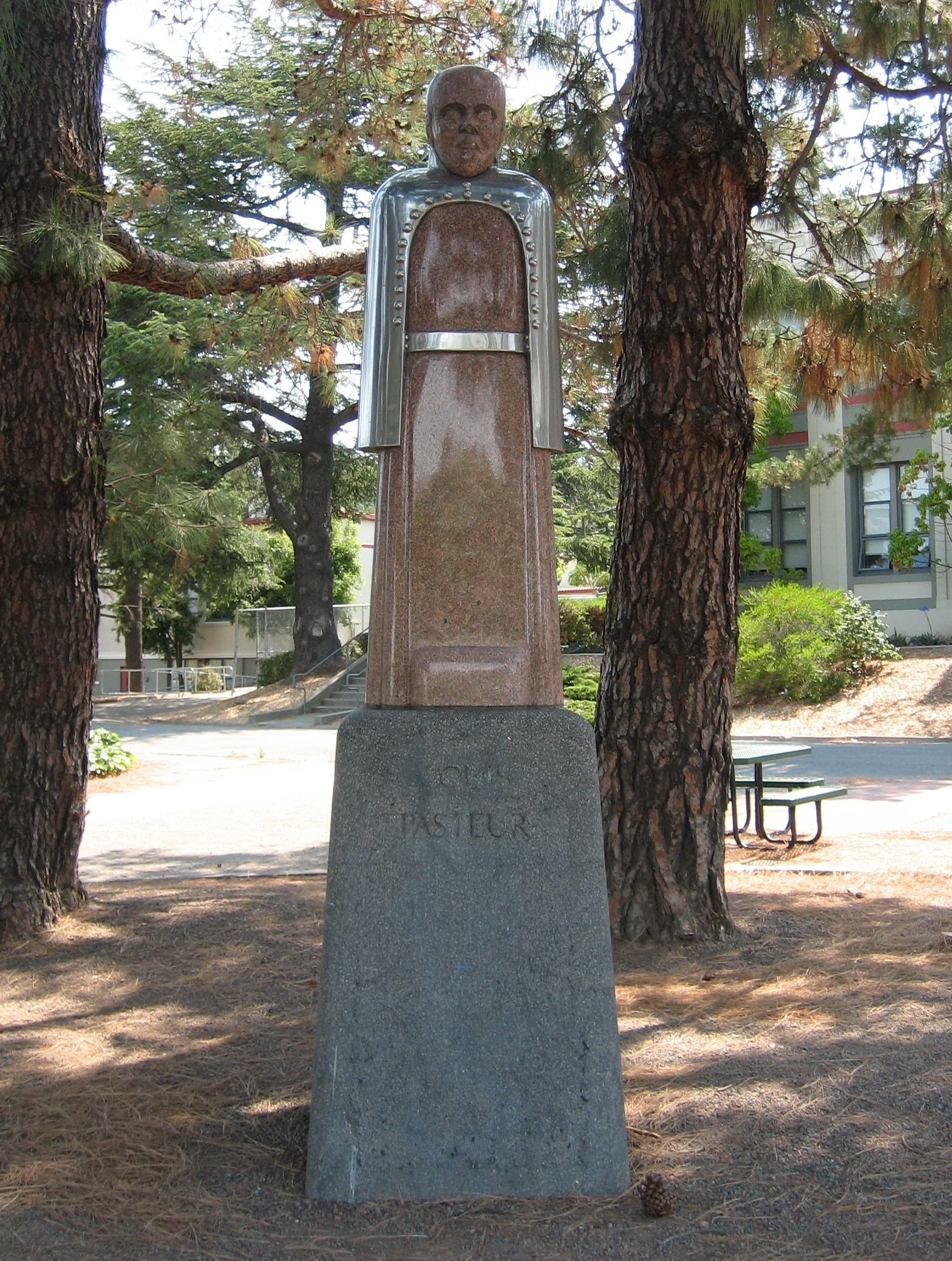
Pomnik Louisa Pasteura w San Rafael autorstwa Beniamina Bufana

Na temat pochodzenia symbolu powstało wiele mitów. Liczby tej doszukiwano się m.in. w piosence „Rainy Day Women ♯12 & 35” Boba Dylana oraz dacie urodzin Adolfa Hitlera. Miała być to również liczba związków chemicznych zawartych w marihuanie lub pora na tea time w Holandii, a także artykuł kalifornijskiego kodeksu karnego odnoszącego się do przestępstw związanych z marihuaną, czy też kod radiowy używany przez policjantów do zgłaszania tego typu czynów .
Liczba 420 używana była od jesieni 1971 przez grupę pięciu uczniów San Rafael High School w stanie Kalifornia zwanych Waldos, którzy za pomocą kodu „420 Louis” umawiali się po skończonych zajęciach o godzinie 16:20 w okolicach pomnika Louisa Pasteura na palenie marihuany oraz poszukiwanie roślin konopi, które rosły rzekomo – według mapy, w której posiadanie weszli Waldos – nieopodal przybrzeżnej stacji ratowniczej na przylądku Point Reyes. Dzięki znajomościom członków Waldos z zespołem Grateful Dead określenie 420 rozpowszechniło się w latach 70. i 80. W tym okresie było ono znane w prywatnych kręgach miłośników marihuany. Do światowej popularności 420 przyczynił się festiwal Hemp Tour, który dzięki zaangażowaniu Waldos zaczął towarzyszyć koncertom Grateful Dead, na których osoby zaangażowane w Hemp Tour zaczęły sprzedawać naszywki i plakaty z symbolem 420  .
W 1990 kopia ulotki promującej 420, która pojawiała się na koncertach Grateful Dead (szczególnie w północnej Kalifornii), trafiła z koncertu w Oakland do redakcji czasopisma „High Times”, które opublikowało jej treść rok później. W 2005 „High Times” postulowało zastąpienie 4:20 godziną 5:20 z myślą o osobach kończących pracę o godzinie 17 .

## Odniesienia w kulturze
- Zegary w filmach Pulp Fiction Quentina Tarantino oraz Między słowami Sofii Coppoli ustawione są na godzinę 4:20[7] .